# MyGRAIN

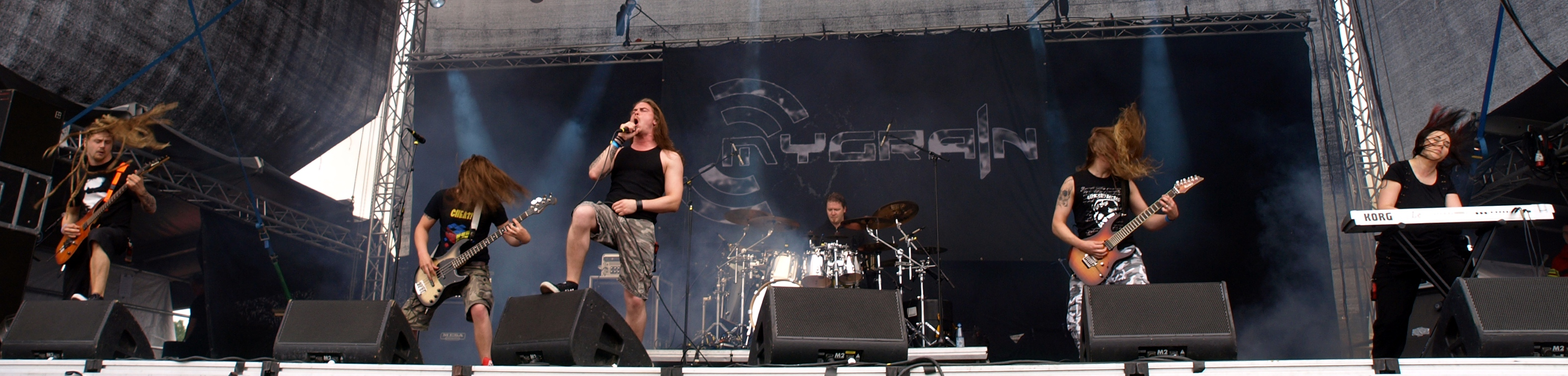
Myötätuulirock 2011

MyGRAIN es una banda de death metal melódico de Helsinki, Finlandia. Actualmente tienen un contrato con Spinefarm Records. Han lanzado tres álbumes de estudio.

## Antecedentes
myGRAIN vio la luz del día en el verano de 2004, como Tommy (voz), Resistencia (guitarra) y Matthew (guitarra) estaban de pie sobre las ruinas de su antigua banda, New Science Band. Los chicos habían estado tocando juntos desde 1999 y como su colaboración aún funcionaba bien, ¿por qué no iniciar una nueva banda con esta alineación. La idea principal desde el principio fue a tocar metal en bruto con melodías. DJ Locomotora (batería) y Eva (sintetizadores) se unió a la banda muy pronto y cartel de myGRAIN estaba casi terminado. Jonas maneja el bajo de los dos discos demo autofinanciado y después de grabar el segundo, el cuadro rojo en abril de 2005, que permanentemente se unió a la banda.
Unas semanas después de las grabaciones de The Red Frame, Spinefarm Records contactó myGRAIN y firmó un acuerdo. El primer fruto de su colaboración fue el álbum debut de la órbita de danza, publicado en abril de 2006. El álbum debut consistió en once canciones de metal moderno - con influencias tanto de death metal melódico nórdico y el estilo americano. Como myGRAIN se considera estar en su mejor momento en las actuaciones en directo, se centraron en gira en Finlandia tanto como sea posible después del lanzamiento de la órbita de la Danza. Ellos se las arregló para escribir canciones en los conciertos para entre en febrero de 2008 su segundo álbum signos de la existencia estaba listo para ser puesto en libertad. El álbum ha desarrollado sonido áspero pero melódica myGRAIN es en el estilo más profundo y más seguro que nunca.
En 2015, la banda anuncia su separación. Tres años después se hace oficial la reunión de MyGRAIN y lo hacen publicando un EP de tres canciones denominado "III".

## Discografía

### Estudio álbumes
- Orbit Dance (2006)
- Signs of Existence (2008)
- MyGRAIN (2011)
- Planetary Breathing (2013)
- V (2020)

### EP
- III (2018)

### Demos
- “Demo'2004 (2004)
- The Red Frame (2005)

## Miembros
- Tommy "To(mm)yboy" - voz
- Resistor - guitarra
- Teemu Ylämäki - guitarra
- Jonas - bajo
- DJ Locomotive - batería